# قرش رشيق
القرش الرشيق أو قرش كوينزلاند (الاسم العلمي Carcharhinus amblyrhynchoides)، نوع من القرشالترابي وينتمي إلى فصيلة البنبكيات،أعطانه في منطقة المحيط الهادي الهندي الاستوائية، من خليج عدن إلى شمال أستراليا. تم تسجيله على عمق 50 م (160 قدم). يصل طوله إلى 1.7 متر (5.6 قدم).